# آکا-۱۲ کلاشنیکف
کارخانه جات اسلحه‌سازی ایژماش که در شهر ایژ واقع در غرب کشور روسیه می‌باشد، سال‌ها به تولید انواع اسلحه‌های سبک جنگی می‌پردازد و در یکی از این کارخانه‌ها سلاح‌های سبک آکا-۱۲ کلاشنیکف مخصوص نیروهای پیاده ساخته می‌شود.
اسلحه خوش دست آکا-۴۷ کلاشنیکف از زمان اولین سری تولید آن در سال ۱۹۴۹ میلادی تاکنون بالغ بر ۱۰۰ میلیون قبضه از این سری اسلحه در داخل روسیه و کشورهای دیگر ساخته و مونتاژ گردیده است.
هم‌اکنون کارشناسان این کارخانه سری پنجم اسلحه معروف کلاشنیکف به نام AK-12 را تولید کرده است. سری جدید اسلحه کلاشنیکف آکا-۱۲ از گلوله‌های کالیبر ۵٬۴۵×۳۹ (در ضمن این اسلحه با گلوله های۷٬۶۲×۳۹ ۷٬۶۲×۵۱ استاندارد ناتو هم ساخته و تولید می‌گردد) و با خشاب‌های ۳۰ ، 40 و 75 تایی توپی یا قابلمه ای تغذیه می‌شود این اسلحه پایه‌ای است برای ساخت ۲۰ مدل دیگر حتی مدل شکاری بر پایه اسلحه AK-آکا-۱۲ ساخته می‌شود و ارتش روسیه در نظر دارد در آینده نزدیک مدل‌های قدیمی اسلحه تک تیرانداز دراگانوف را با یک سری از اسلحه کلاشنیکف مدل تک تیرانداز آکا-۱۲ تعویض کند.
در روی این اسلحه ریل استانداردی نصب گردیده است که می‌توان انواع مدل‌های دوربین‌های اپتیکی و الکترونی دید در شب، دستگاه اندازه‌گیری لیزری فاصله تا هدف، سیستم نشانه روی لیزری، سیستم پرتاب نارنجک‌انداز، چراغ قوه قوی، سمبه، چاقو، و سه‌پایه را نصب کرد.
در این نوع مدل اسلحه برای حمل راحت نیروهای پیاده و نیروهای چترباز قنداق اسلحه را به صورت تاشو درآورده‌اند و برای راحتی شلیک با این اسلحه برگه ناظم آتش را هم از طرف راست و هم از طرف چپ قرار داده که می‌توان به راحتی از آن استفاده کرد و برای این فرم بر گه ناظم آتش برای استفاده افرادی که چپ دست هستند مشکل ساز نمی‌باشد.
و فرم قنداق این اسلحه را به شکلی طراحی گردیده است که لگد ناشی از شلیک اسلحه را به کمترین حد خود رسیده است و شلیک با این نوع اسلحه خیلی به نرمی صورت می‌گیرد و تیراندازی با آن از دقتی بیشتری نسبت به هم کیشان خود برخوردار است و بدنه آن از ارگونمی خوبی برخوردار می‌باشد در اسلحه جدید کلاشنیکف مدل آکا-۱۲ برگه ناظم آتش برای شلیک گلوله به چهار طریق تنظیم می‌گردد اولی به صورت ضامن دومی به شکل شلیک ممتد و سوم سه تیر و در آخر شلیک به صورت تک تیر می‌باشد.

## مشخصات اسلحه کلاشنیکف آکا-۱۲
- کالیبر استاندارد (میلیمتر): ۵٬۴۵×۳۹
- طول اسلحه (میلیمتر): ۹۴۵
- طول لوله اسلحه (میلیمتر): ۴۱۵
- وزن اسلحه بدون خشاب (کیلوگرم): ۳٫۳
- ظرفیت خشاب: ۳۰ ، 40 و 75 گلوله
- تعداد شلیک گلوله در دقیقه: ۶۰۰ گلوله
- برد مؤثر: ۸۰۰ متر